# Крив'янський район
Крив'янський район Ростовської області — адміністративно-територіальна одиниця, що існувала в РРФСР у 1938—1944 роках.

## Історія
Кривянський район (з центром в станиці Крив'янській) було створено наприкінці 1938 року в складі Ростовської області.
У 1944 році Крив'янський район скасовано, а його територія увійшла до Новочеркаського району Ростовської області.